# 特蕾瑟·阿尔斯哈马尔
特蕾瑟·阿尔斯哈马尔（瑞典語：Therese Alshammar，1977年8月26日—），生於斯德哥尔摩索尔纳市，瑞典女子游泳運動員。她專長於短程的自由泳和蝶泳，曾奪得3面夏季奥林匹克运动会獎牌、25面世界游泳錦標賽獎牌，以及43面歐洲游泳錦標賽獎牌，目前更是女子長池和短池50米蝶泳的世界紀錄保持者。

## 生平
2000年，阿尔斯哈马尔代表瑞典參加悉尼奧運會游泳比賽，在女子50米自由泳、100米自由泳及4x100米自由泳，奪得兩銀一銅的佳績。
2011年，阿尔斯哈马尔在上海舉行的2011年世界游泳錦標賽游泳比賽，以33歲之齡分別在50米自由泳及50米蝶泳賽事奪得一金一銀，成為該屆賽事年齡最大的優勝者。